# Киик-Атлама
Кии́к-Атлама́ (также встречаются версии Кеатлама, Кятлама, Катлама; укр. Кіїк-Атлама, крымскотат. Kiyik Atlama, Кийик Атлама) — практически безлесный, возвышенный мыс с преимущественно обрывистыми берегами. Имеются месторождения гипса.

## География
Расположен в юго-восточном Крыму, у посёлка Орджоникидзе, между городом Феодосия и посёлком Коктебель. К востоку от мыса расположена Двуякорная бухта, к западу со стороны Коктебеля посёлок омывают воды бухты Провато, которую в свой состав включает более обширный Коктебельский залив. Данный мыс далеко выдаётся в акваторию Чёрного моря, придавая местной береговой линии характерное очертание. Из-за узости (0,25—1 км) и довольно значительной длины (около 4 км) Киик-Атлама по форме скорее напоминает небольшой полуостров площадью около 6 км². Название мыса традиционно переводится с крымскотатарского как «прыжок дикой козы» (кийик — «дикий», также «дикая коза», и атлама — «прыжок»). При этом есть версия о том что название восходит к крымскотат. къатлама — блюдо из слоеного теста — по аналогии со слоистыми обрывами мыса. У окончания мыса расположен небольшой каменный островок Иван-баба («Отец Иоанн»). На мысе Киик-Атлама археологами были обнаружены несколько стоянок древнего человека времен неолита. В советское время здесь возник посёлок, население которого трудилось на военном заводе «Гидроприбор».

## Геология
Киик-Атлама горист и фактически представляет собой продолжение невысокого, но довольно крутого горного хребта Биюк-Янышар. У основания мыса высота данного хребта достигает 238,2 м, в середине имеется повышение до 130,2 м и наконец, заканчивается мыс повышением до 175,8 м. В геологическом отношении мыс и обрывы над ним сложены в основном крепкими верхнеюрскими конгломератами. Но под некоторыми обрывами имеются скопления более податливых глин. В этих местах к морю опускаются оползни. Местами в оврагах встречаются редколесья из фисташки, держидерева, скумпии. На полуострове имеется пять пляжей.